# Abraham Lopez-Penha
Abraham Zacarías Lopez-Penha Levy (19 de marzo de 1865, Willemstad, Curazao - 26 de abril de 1927, Barranquilla, Colombia) fue un escritor, poeta y empresario colombo-neerlandés de ascendencia judía sefardita.

## Biografía
Hijo de Haim López Penha y Rachel Levy Maduro, tuvo varios hermanos, entre ellos Clara, Sarah, Morris, Ester, Elías y David Lopez-Penha. Su hermano David fue un comerciante destacado en Barranquilla a finales del siglo XIX. En 1879 emigró a Colombia para trabajar en la Compañía Colombiana de Transportes, dirigida por su hermano David, y para atender su salud.
A su llegada a Colombia, Abraham Zacarías López Penha no contó con la misma fortuna que su hermano, quien falleció en 1893 en Ámsterdam a los 47 años, mientras se desempeñaba como cónsul de Colombia. David López Penha murió soltero y sin descendencia. A diferencia de su hermano, Abraham Zacarías no destacó en el ámbito empresarial y se dedicó a diversas ocupaciones, incluyendo librero, cacharrero, boticario y empresario de cine, lo que le permitió alcanzar solo un nivel económico moderado. Según algunos testimonios, distintos a los del filósofo Blanco, su carácter difícil pudo haber influido en su limitado éxito comercial, López Penha estableció una librería con un amplio catálogo, especializada en temas ocultistas. Sin embargo, su establecimiento no logró atraer al círculo literario de la época.
López Penha publicó varias obras de poesía, entre ellas Cromos, Reflorescencias, Sinfonía del diablo, El libro de incoherencias y Varios a varios, aunque solo los dos últimos han sido reeditados. Su estilo ha sido descrito como modernista, aunque con una expresión rígida. Mantuvo una estrecha amistad con el escritor guatemalteco Enrique Gómez Carrillo, a quien hospedó tras el naufragio del Amerique. Sin embargo, tuvo duras críticas hacia José Asunción Silva, otro de los náufragos. En una entrevista, López Penha contrastó la literatura costeña con la bogotana, calificándola de más “varonil” y argumentando que Silva, “el poeta más fino de habla española”, reflejaba un espíritu más delicado y afeminado.
Su nombre llegó a figurar en estudios literarios de su tiempo. Manuel Ugarte lo incluyó en La joven poesía hispanoamericana, aunque años después Max Henríquez Ureña le dedicó apenas una mención en Breve historia del modernismo.
Fundó el periódico el siglo junto con El Siglo, junto con Héctor Baena.

### Últimos años y muerte
Existen testimonios contradictorios sobre su vejez. El bibliotecario Eduardo Pardey lo recordaba como un anciano afable que solía conversar con jóvenes curiosos sobre diversos temas, mientras que Miguel Goenaga, en Lecturas locales, lo describió como un hombre taciturno y enfermo que atendía una pequeña farmacia antes de fallecer en la pobreza.
Abraham Zacarías López Penha murió el 26 de abril de 1927. Su tumba se encuentra en el Cementerio Judío Sefardita de Barranquilla, marcada con una sencilla lápida con su nombre y fecha de defunción.